# 三菱・4B4型エンジン
三菱・4B4型エンジンとは、三菱自動車工業が開発・製造する自動車向け4ストローク直列4気筒エンジンの系列名である。

## 4B40
このエンジンは、排気量2.2L～2.4Lの自然吸気エンジンの代替として、ダウンサイジング直噴ターボを搭載している。ベースとなるエンジンは4A91型エンジンである。
デスティネーターに搭載される一部エンジンはアトキンソンサイクル化されており、圧縮比が11.0:1に上昇している。
| シリンダー配置 | 直列4気筒DOHC16バルブMIVECターボ       |
| 排気量         | 1,499 cc                               |
| ボア           | 75 mm                                  |
| ストローク     | 84.8 mm                                |
| 圧縮比         | 10.0:1                                 |
| 燃料供給装置   | DI + MPI                               |
| 最高出力       | 120 kW (160 PS) / 5,500 rpm            |
| 最高トルク     | 250 N⋅m (25 kgf⋅m) / 1,800 - 4,500 rpm |

### 搭載車両
- 2017年 - 現在　エクリプスクロス
- 2022年 - 2023年　アウトランダー[3][4](中国向け)
- 2025年 - 現在　デスティネーター